# Rezső Szulik
Rezső Szulik (Budapest, 25 giugno 1905 – 28 settembre 1969) è stato un calciatore ungherese, di ruolo portiere.

## Carriera
Giocò per tre anni nell'Ujpest, di cui l'ultimo da titolare. Ebbe occasione di scendere in campo per una volta anche con la maglia della sua Nazionale, nell'incontro vinto per 3-0 contro la Jugoslavia il 10 aprile 1927.